# Deposizione dalla croce (Rembrandt)
Deposizione dalla croce è un dipinto a olio su tavola (89,4x65,2 cm) realizzato nel 1633 circa dal pittore Rembrandt Harmenszoon Van Rijn.
È conservato nel museo dell'Alte Pinakothek, a Monaco di Baviera.
Fa parte di un ciclo di sette opere realizzate su richiesta di Federico Enrico D'Orange.